# Juan Esperanza Salvador
Juan Esperanza Salvador (Broto, 1860-Bilbao, 1951) fue un industrial español.
Juan Esperanza fue un relevante industrial de origen aragonés que desarrollo su actividad en el País Vasco en la primera mitad del siglo XX. Tuvo una participación muy importante en la industrialización de Guernica y Luno y en Marquina-Jeméin. 
Era un experto mecánico especializado en la construcción de armas. Fundó junto con  el eibarres Juan Pedro Unceta la empresa Astra, Unceta y Cía y participó también la fundación Talleres de Guernica S.A., empresa de máquina herramienta y de la empresa Esperanza y Cía.  especializada en la fabricación de armas, primero armas cortas y fusiles y luego morteros.

## Biografía
Juan Esperanza nació en la localidad oscense de Broto en Aragón en 1860. Estudio mecánica y se especializó en la construcción de armas. En 1902 se instala en Éibar (Guipúzcoa), que tenía una pujante industria armera donde funda un pequeño taller que llegaría a tener en 1908 ocho obreros y también entra en la sociedad "Gaztañaga y Esperanza" que en el año 1912 llegaría a tener veinte trabajadores.
En 1908 junto con Juan Pedro Unceta funda en Éibar Esperanza y Unceta
que en 1913 se trasladaría a Guernica y Luno siendo el embrión de la industrialización de toda la comarca de Busturialdea. Juan Esperanza abandona Esperanza y Unceta en 1925. Junto a Juan Pedro Unceta y Juan Tomás Gandarias, perteneciente este a la plutocracia vizcaína, funda “Talleres de Guernica S.A.” fábrica de máquina herramienta y posteriormente de munición de artillería y trípodes para armas. También participó en la fundación de Industrial Vizcaína S.A., que fabricó armas y alpargatas y Joyería y Platería de Guernica S.A., fabricante de cubiertos con la marca “Dalia”.
El 21 de marzo de 1925 funda la sociedad Construcciones Mecánicas S.A. y en octubre de ese mismo año la empresa Esperanza y Cía., que posteriormente se trasladaría a Marquina-Jeméin en 1933, donde fabrica pistolas, en principio con la patente adquirida a S.A. Alkartasuna de la pistola Alkar y a partir de 1929 fabrica la pistola automática de doble acción ECÍA y el fusil ametrallador del mismo nombre. Más tarde, después de la guerra civil, se especializaría en la fabricación de armas de guerra portátiles como morteros, siendo el modelo Valero, denominado así en honor de su creador el capitán de infantería Vicente Valero de Bernabé y Casañez que era socio de Esperanza.
Juan Esperanza tuvo una hija que se casó con el arquitecto guerniqués Cástor de Uriarte, quien también dirigió la fábrica Esperanza y Compañía.
Juan Esperanza vivió en Guernica hasta el 26 de septiembre de 1937, fecha en que se trasladó a Marquina donde fijó su residencia durante un tiempo antes de trasladarse a Bilbao, ciudad donde residió hasta su muerte en 1951.